# Троянов, Андрей Константинович
Андрей Константинович Троянов (1902—1974) — директор заводов оборонной промышленности СССР.

## Биография
С 1939 года директор московского завода «Геодезия» (завод № 356 Наркомата вооружения).
Осенью 1941 года руководил эвакуацией завода в Свердловск. Там предприятие получило название «Вектор».
18 января 1942 г. награждён орденом Ленина — за образцовое выполнение заданий правительства по выпуску артиллерийского, стрелкового вооружения.
Указом Президиума Верховного Совета СССР от 16 сентября 1945 года награждён орденом Отечественной войны I степени.
Руководил заводом «Вектор» до 1953 года. Его сменил Александр Петрович Андреев.
Скончался в 1974 году. Похоронен на Широкореченском кладбище Екатеринбурга.